# Simon (Bischof, Sodor und Man)
Simon († 28. Februar 1248) war ein schottischer Geistlicher. Ab 1226 oder um 1230 bis zu seinem Tod war er Bischof der Inseln. Er gilt als einer der bedeutendsten Bischöfe des Bistums Sodor und Man im Mittelalter.

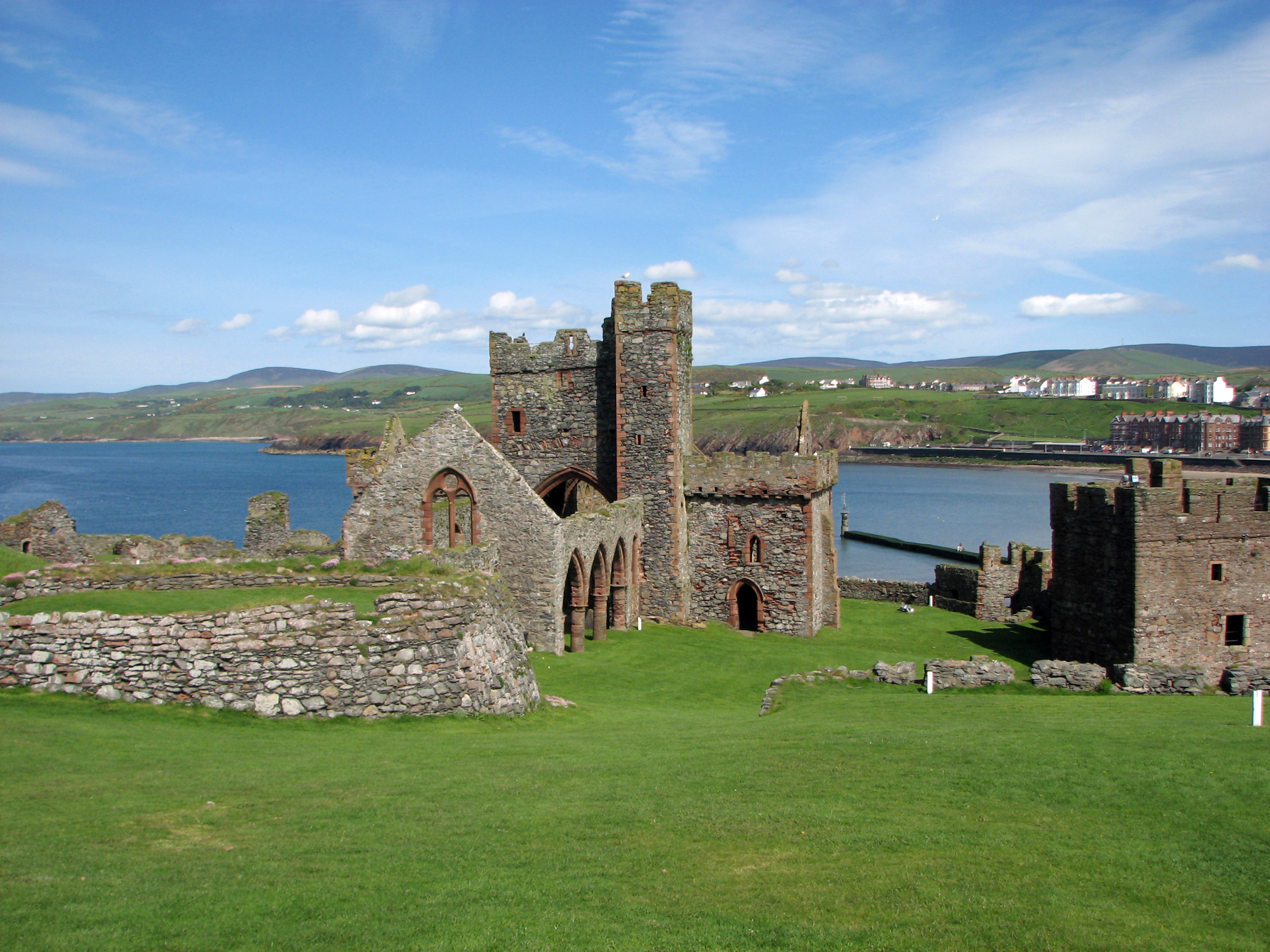
Die Ruine der St Germans' Cathedral, die während Simons Amtszeit vollendet wurde und in der er nach seinem Tod beigesetzt wurde

Simon stammte aus dem westschottischen Argyll. Nach dem Tod von Bischof John vor 1230 wurde er Bischof der Inseln, wie der Bischof des Bistums Sodor und Man auch genannt wurde. Nach einer isländischen Chronik wurde er im August oder September 1226, nach der Chronicle of Man wurde er 1229 oder 1230 zum Bischof geweiht. Die westschottischen Inseln standen seit Beginn des 12. Jahrhunderts unter der Oberhoheit der norwegischen Könige, doch in den 1220er Jahren war es auf der Isle of Man zwischen den Halbbrüdern Ragnvald und Olaf zu einem erbitterten Machtkampf um den Thron gekommen. Diesen konnte Olaf schließlich 1229 für sich entscheiden. Aufgrund der norwegischen Oberhoheit unterstanden die westschottischen Inseln der geistlichen Oberhoheit der Erzbischöfe von Nidaros. Deshalb wurde Simon vielleicht im norwegischen Bergen von Erzbischof Peter von Nidaros oder einem seiner beiden Nachfolger zum Bischof geweiht. 1229 oder 1230 erließ eine von ihm geleitete Diözesansynode die ersten bekannten Diözesanstatuten für das Bistum Sodor und Man. Diese Statuten befassten sich vor allem mit dem Zehnten, der von der Kirche erhoben wurde. Sie legten aber auch die Höhe von Gebühren fest, die in Pennys angegeben wurden und damit den Gebrauch von Münzgeld im frühen 13. Jahrhundert auf den Hebriden belegen. Während Simons Amtszeit wurde die St Germans' Cathedral auf der Man vorgelagerten Insel Peel vollendet.
Seit etwa 1228 hatte Simon auch die Verwaltung des vakanten Bistums Argyll übernommen. Dieses Amt legte er vor dem 7. Juli 1236 nieder, da er die Verwaltung beider Bistümer aufgrund seiner schlechten Gesundheit nicht leisten könne. Simon starb 1248 auf der Isle of Man und wurde in der St Germans' Cathedral auf Peel beigesetzt. Nach älteren Angaben soll er auch entweder 1247 oder 1249 gestorben sein.